# Walter Vuoto
Walter Claudio Raúl Vuoto  (Concepción del Uruguay, 11 de febrero de 1983) es un político argentino que ocupa el cargo de intendente de Ushuaia. Fue elegido para este mismo cargo por primera vez en 2015, por el Frente para la Victoria, y reelegido en 2019 por Unidad Fueguina.
En 2021 convocó a elecciones para reformar la carta orgánica municipal; reforma que le permitió las herramientas para presentarse a elecciones en un tercer mandato.

## Trayectoria
Walter Vuoto proviene de una familia de tradición política, por lo que participó en ella desde adolescente. 
En el 2006 formó parte del armado de la agrupación política La Cámpora en su ciudad, y en el 2007 fue candidato a concejal por la agrupación Compromiso K, que representaba al sector del kirchnerismo en las elecciones provinciales de Tierra del Fuego. Luego asumió el cargo de delegado en Tierra del Fuego de la Dirección Nacional de Juventud, durante la presidencia de Cristina Fernández de Kirchner.
El 26 de junio de 2011, como referente de la agrupación política La Cámpora, fue elegido concejal de la ciudad de Ushuaia por el Frente Para la Victoria.

### Intendente de Ushuaia (desde 2015)
Luego de su mandato como concejal, fue elegido como intendente de Ushuaia en las elecciones de 2015, por el Frente para la Victoria, superando al candidato de Propuesta Republicana, Héctor Stefani. Se convertía así en el intendente más joven de esta ciudad.
Durante el período 2015-2019, Walter Vuoto tuvo como ejes centrales de gobierno el acceso a la vivienda, la prevención de los casos de violencia de género, la obra pública y el transporte público para dotar de servicios a grandes sectores de la población. Por esto, al frente del Ejecutivo municipal crea las Secretarías de Hábitat y Ordenamiento Territorial, de Medio Ambiente y de la Mujer, y completa la estructura de Finanzas, Legal y Técnica, Gobierno, Planificación e Inversión Pública, Políticas Sociales, Sanitarias y Derechos Humanos.
En las elecciones de 2019 se presenta para la reelección como intendente de Ushuaia, representando a Unidad Fueguina. Resulta ganador con el 54,8% de los votos, quedando por delante de Héctor Stefani de Ser Fueguino que obtuvo 11 puntos y Gustavo Ventura de Forja que obtuvo 11,4 %.